# 高卿尘
高卿塵（1999年7月11日—），本名康齊特·本薩提帕迪（皇家轉寫：Konchit Boonsatheepakdee，英語：，又名Nine（小九），出生於泰國，泰國男歌手、舞者及演員，曾为国际男子偶像组合INTO1成员，在组合内的职务为主唱，与尹浩宇共同担任2023中泰文化交流大使。
2019年主演電視劇《逐月之月2》，人氣驟升。2021年2月17日參加騰訊視頻偶像男團競演養成類真人秀節目《創造營2021》，並於4月24日最終排名獲得第5名，成為限定男團「INTO1」成員。6月22日参与常驻腾讯视频明星社交真人秀《拜托了冰箱第七季》，担任节目“助理体验官”。2024年參加中國大陸競演真人秀節目《披荊斬棘 (第四季)》，並以第7名的排名成團進入滾燙家族。

## 經歷
2021年2月17日，參加騰訊視頻偶像男團競演養成類真人秀節目《創造營2021》。4月24日，最終排名獲得第5名，成為國際化男子偶像組合INTO1成員。
2024年參加中國大陸競演真人秀節目《披荊斬棘 (第四季)》，並以第7名的排名成團進入滾燙家族。

### 《創造營2021》
- 進入出道組排名為粗體字。

| 期数   | 排名   | 升降   | 票數 （撐腰值）  | 評級          | 備註                                 |
| 第二期 | 第13名 | 不適用 | 未有公佈撐腰值   | B → C → B → A | 初評級 队内撐腰王                    |
| 第三期 | 第15名 | ▼ 2    | 未有公佈撐腰值   | B → C → B → A | 首場公演 小組失敗，降為C班           |
| 第四期 | 第15名 | ▬      | 未有公佈撐腰值   | B → C → B → A | 主题曲考核 升入B班                   |
| 第五期 | 第16名 | ▼ 1    | 8,441,438撐腰值  | B → C → B → A | 首次順位發佈 B班                     |
| 第六期 | 第16名 | ▬      | 未有公佈撐腰值   | B → C → B → A | 第二次公演 小組撐腰王 全場撐腰王     |
| 第七期 | 第14名 | ▲ 2    | 8,443,364撐腰值  | B → C → B → A | 第二次順位發佈 B班                   |
| 第八期 | 第8名  | ▲ 6    | 未有公佈撐腰值   | B → C → B → A | 第三次公演 小組撐腰王 蟬聯全場撐腰王 |
| 第九期 | 第7名  | ▲ 1    | 4,475,569撐腰值  | B → C → B → A | 第三次順位發佈 升入A班               |
| 第十期 | 第5名  | ▲ 2    | 13,898,339撐腰值 | B → C → B → A | 總決賽 成功成團                      |

## 音樂作品

### 參與OXQ數位單曲
| 發行日期     | 單曲名稱         | 備註 |
| ------------ | ---------------- | ---- |
| 2020年6月4日 | 《ME》 |      |

### 《創造營2021》表演曲目
| 發行日期      | 歌曲資料 | 備註                        |
| ------------- | --- | --------------------------- |
| 2021年2月20日 | 《Me and My Broken Heart》 - 歌曲說明：初評級舞台（組合） - 原唱者：Rixton - 合作表演者：尹浩宇 - 備註：獲得隊內撐腰王                                                                    | 第一期（下）                |
| 2021年2月20日 | 《可樂》 - 歌曲說明：初評級舞台（單人） - 原唱者：趙紫驊 | 第一期（下）                |
| 2021年3月6日  | 《Yummy》 - 歌曲說明：第一次公演舞台歌曲 - 原唱者：Justin Bieber - 合作表演者：贊多、陳瑞豐、范臻爾、王澤浩、何圳煜、李嘉祥                                                               | 第三期（下）                |
| 2021年3月10日 | 《我們一起闖》《Chuang To-Gather Go！》 - 歌曲說明：節目官方主題曲 - 原唱者：原創歌曲 - 合作表演者：全體學員 - 語言：漢語普通話、英語、日語、泰語 - MV發佈日期：2021年3月13日             | 中文版、英文版 第四期（上） |
| 2021年3月13日 | 《Elec創nic》 - 歌曲說明：主題曲二次創作歌曲 - 原唱者：原創歌曲 - 改編編曲：李洛爾 - 改編編舞：劉宇 - 合作表演者：李洛爾、劉宇、邵明明、王孝辰、韋語節、薛八一                            | 第四期（下）                |
| 2021年3月28日 | 《你就不要想起我》 - 歌曲說明：第二次公演舞台歌曲 - 原唱者：田馥甄 - 合作表演者：俞更寅、米卡、尹浩宇、張星特 - 備註：獲得小組撐腰王並獲得全場撐腰王                                      | 第六期（下）                |
| 2021年4月10日 | 《Happy》 - 歌曲說明：第三次公演開場秀表演舞台 - 原唱者：Pharrel Williams - 合作表演者：奧斯卡、林墨、劉彰、曾涵江 - 備註：第二次公演舞台的全場撐腰王與最佳表演隊伍的合作舞台             | 第八期                      |
| 2021年4月10日 | 《輸入法打可愛按第五》 - 歌曲說明：第三次公演舞台歌曲 - 原唱者：原創歌曲 - 合作表演者：米卡、吳宇恆、薛八一、張星特、曾涵江 - 助演嘉賓：鞠婧祎 - 備註：獲得小組撐腰王並蟬聯獲得全場撐腰王 | 第八期                      |
| 2021年4月24日 | 《少年的模樣》 - 歌曲說明：最終舞台歌曲 - 原唱者：原創歌曲 - 合作表演者：奧斯卡、力丸、劉宇、劉彰、尹浩宇、贊多、周柯宇                                                                   | 第十期                      |
| 2021年4月24日 | 《太陽》 - 歌曲說明：個人專業競演（聲樂組） - 原唱者：邱振哲 | 第十期                      |

## 影視作品

### 電視劇／網絡劇
| 首播年度 | 劇名                     | 角色   | 性質       | 備註 |
| -------- | ------------------------ | ------ | ---------- | ---- |
| 2019年   | 《逐月之月2》            | Kit    | 男主角之一 |      |
| 2023年   | 《你好，我們是歡喜天團》 | 金鑫鑫 | 第二男主角 |      |
| 2024年   | 《破繭2》                | 德     | 男配角     |      |
| 2024年   | 《錦繡安寧》             | 程瑯   | 第三男主角 |      |
| 待播     | 《逐玉》                 | 滿地   | 友情出演   |      |
| 待播     | 《蜜语纪》               | 马科斯 |            |      |

### 綜藝節目
| 播出日期                   | 播出平台                      | 節目名稱                 | 備註                                   |
| -------------------------- | ----------------------------- | ------------------------ | -------------------------------------- |
| 2021年2月17日－4月24日     | 騰訊視頻／WeTv                | 《創造營2021》           | 參賽者 （以最終排名獲得第5名成團出道） |
| 2021年6月22日－8月25日     | 騰訊視頻／WeTv                | 《拜託了冰箱》轟趴季     | 冰箱家族 （助理體驗官）                |
| \| 2024年4月5日-6月20日 \| | 江蘇衛視/酷優                 | 音你而來                 | 常駐嘉賓                               |
| 2024年8月3日-10月25日      | 芒果TV （页面存档备份，存于） | 《披荆斩棘的哥哥第四季》 | 参赛者 (最終排名第7名成團加入滾烫家族) |
| 2024年4月5日-6月20日       |                               |                          |                                        |

## 出席活動

### 品牌活動
| 日期     | 品牌                 | 身分                | 備註       |
| 2021年   | 2021年               | 2021年              | 2021年     |
| -------- | -------------------- | ------------------- | ---------- |
| 6月16日  | Biotherm碧歐泉       | 品牌青春大使        | 淘寶直播   |
| 8月19日  | Biotherm碧歐泉       | 品牌青春大使        | 淘寶直播   |
| 9月16日  | JoMaloneLondon祖瑪瓏 |                     | 天貓直播   |
| 10月29日 | PHYSIOGEL霏絲佳      | 品牌大使            | 天貓直播   |
| 11月2日  | Valentino華倫天奴    | 美妝大v仙女盒推廣官 | 線下見面會 |
| 12月7日  | Valentino華倫天奴    | 美妝大v仙女盒推廣官 | 淘寶直播   |

### 直播活動
| 日期    | 直播平台 | 活動名稱   | 備註                     |
| 2021年  | 2021年   | 2021年     | 2021年                   |
| ------- | -------- | ---------- | ------------------------ |
| 5月31日 | 快手     | 嗨嗨星朋友 | 與周柯宇、張嘉元一同參加 |

## 外部連結
- 高卿尘的Instagram帳戶
- 高卿尘的新浪微博
- 高卿尘的X（前Twitter）
- 高卿尘在互联网电影资料库（IMDb）上的資料（英文）